# Gora Karpinskogo
Gora Karpinskogo är ett berg i Antarktis. Det ligger i Östantarktis. Norge gör anspråk på området. Toppen på Gora Karpinskogo är 1 866 meter över havet.
Terrängen runt Gora Karpinskogo är en högslätt. Trakten är obefolkad. Det finns inga samhällen i närheten.